# Реймсский трамвай
Реймсский трамвай (фр. Tramway d'Reims) — трамвайная система в городе Реймс, Франция. Открыта 18 апреля 2011 года. На ряде участков используется технология сегментированного контактного рельса фирмы Alstom.

## История
До трамвая в 1872 году были две линии омнимбуса, позднее третья линия, их сменил в 1881 году конный трамвай с 4 линиями. Потом в начале 20 века электрический трамвай. Закрыт 15 апреля 1939 года. Попытка восстановления трамвая была в 1980 году.

## Восстановление трамвая
Открыт вновь в 2011 году.

## Маршруты
- 1 — Красный
- 2 — Синий

Частично совпадают, разветвляются к югу города.
Дизайн трамваев выбирали сами жители Реймса. В частности, переднее стекло напоминает бокал для шампанского (Реймс находится в регионе Шампань — Арденны, где этот алкогольный напиток является символом и гордостью его жителей).

## Перспективы
Есть схема на 2025 и 2030 год трамвайных линий в городе.